# Bestsellerforschung
Ziel der Bestsellerforschung sind Globalaussagen zum Literaturbestseller (in allen Medien) als Kulturphänomen.

## Geschichte
Bereits ab dem 19. Jahrhundert kam es in Deutschland zu Überlegungen, die den Erfolg bestimmter Bücher betrafen. Das Resultat dieser Überlegungen war ein Aufkommen der Frage, auf welchen Fakten dieser Erfolg beruhen könnte. Dennoch war es den Forschern, die sich mit dem Phänomen erfolgreicher Bücher befassten, nicht bewusst, dass es sich hierbei um ein völlig neues Phänomen oder gar ein Problem handeln könnte. Bis zu dieser Zeit ging man von der Annahme aus, der Erfolg eines Buches resultierte aus seiner Ästhetik, einer Folge der Unterwerfung des Autors unter einen strikten künstlerischen Wertkodex, welcher literarische Qualität und hohe Verkaufszahlen versprach.
Im Juni 1927 erschien der Artikel Über Erfolgsbücher und ihr Publikum von Siegfried Kracauer in der Frankfurter Allgemeinen Zeitung. In diesem argumentierte der Autor, der Absatz eines Buches hinge von den sozialen Verhältnissen der Konsumenten ab und nicht, wie angenommen, von seinem Inhalt. Der Erfolg eines Buches sei also ein „Zeichen eines geglückten soziologischen Experiments“. Des Weiteren sah er die Untersuchung von literarischen Bestsellern als Mittel zur Erforschung der Mentalität der sie konsumierenden bürgerlichen Schichten an.
Zur gleichen Zeit und auch in den folgenden Jahrzehnten unternahmen ebenfalls Autoren in England und in den USA Versuche, das Phänomen des Bestsellers zu erforschen und zu erklären. Seit den siebziger Jahren ist der Bestseller weltweit Gegenstand verschiedenster wissenschaftlicher Untersuchungen.
Die Ergebnisse dieser Versuche sind jedoch zu uneinheitlich, um in ein generelles Schema zur Entwicklung von Bestsellern gebracht zu werden. Bei genauerer Betrachtung wird jedoch deutlich, dass die Schwerpunkte dieser Untersuchungen meist auf denselben Blickpunkten liegen. So wird oft das Verhältnis zwischen Bestseller und Trivialliteratur beleuchtet, verschiedene Produktions- und Verkaufsstrategien von Buchverlagen oder Themen wie Bestsellererfolg und Literaturkritik. In diesem Zusammenhang stehen auch des Öfteren die bereits seit vielen Jahrzehnten etablierten, doch immer wieder kritisierten, Bestsellerlisten im Zentrum des öffentlichen Interesses.
Die Frage nach einer „Bestseller-Formel“ wird aufgeworfen und ob „synthetische Bucherfolge“ durch eine solche Formel herbeigeführt werden können. Doch in der seriösen Bestsellerforschung wird eine solche Idee abgelehnt, da große literarische Erfolge, und auch dann lediglich in eingeschränktem Maße, meist erst in der Retrospektive als solche erkannt werden können.

## Problemfelder der Bestsellerforschung

### Die kulturkritische Perspektive – Kultur und Bestseller
In dieser Perspektive spiegelt sich eine seit dem Beginn der 1950er Jahre wachsende Angst von Verlagshäusern und Schriftstellern wider, akzeptierte bürgerliche Werte zu verlieren, die bisweilen als Richtlinien und Grundlagen für den Buchmarkt gedient hatten. Daraus resultierend kam es zu einer Negativwertung und zu starker Kritik an Bestsellern und Bestsellerlisten. Die Probleme des Buchmarktes meinte Werner Faulstich 1974 in einer Untersuchung zu beweisen, die seiner Meinung nach den Umbruch des britischen Buchhandels dokumentiert. So heißt es in seiner Untersuchung: „Buchproduktion heiße zunehmend Bestseller-Produktion, und so werde das Buch, vormals elitäres Kunstwerk mit kulturtragender Funktion, zum kulturindustriellen Massenprodukt, dem bei zunehmender wissenschaftlicher Planung und Normierung als Bestseller eindeutig Warencharakter zukomme“. Der kurzlebige amerikanische Bestseller sei keinesfalls als Vorbild für den deutschen Buchmarkt zu sehen, da das Buch als solches wertgeschätzt und als ein zeitloses und für die Ewigkeit geschaffenes Werk gesehen werden sollte.
Laut Kulturkritikern gilt es, nach wahrhaft bedeutenden Werken unserer Zeit zu forschen und ebendiese zu fördern, anstatt, wie viele Manager-Verleger, unbedeutende Bücher durch starke Kommerzialisierung und Buchwerbung zu dem Ruhm eines Bestsellers zu verhelfen. So warnte der Schriftsteller Frank Thiess Anfang der 1960er Jahre vor „Schriften, deren gierige Lektüre den Realitätssinn zerstöre und zu einem geistigen Analphabetismus führen“.
Im Jahr 1971 begann ein Journalist der Zeit, eine Kampagne gegen Bestseller zu veröffentlichen, in dem er den Zerfall der moralischen und wertbewussten Bevölkerung und somit den sicheren Ruin des Buchmarktes als Krankheit beschrieb und eine bedeutende Debatte unter Forschern des Bestsellerphänomens lostrat.

### Die produktionsorientierte Perspektive – Bestseller als Innovation oder Schema
Aufgrund der starken Debatten rund um das Phänomen des Bestsellers kam in den 1970er Jahren immer mehr der Wunsch nach auf empirischen Daten fundierten Untersuchungen auf. Als neue zentrale Frage rückte nun der Stellenwert des Bestsellers, innerhalb der gesamten Buchbranche, in den Mittelpunkt. Untersucht wurde nun, welche Determinanten aus einem Buch einen Bestseller machen könnten. War es die literarische Qualität des Textes, der veröffentlichte Autorenname, der Klappentext, der das Buch genauer betrachtende Kritiker oder sogar der Verlag und die Sonderbehandlung, die dieser einem Buch gegebenenfalls zukommen lassen konnte? Das Resultat dieser Untersuchungen war, und ist es noch heute, das all diese Determinanten einem Buch nicht zu einem Bestsellerstatus verhelfen, sondern lediglich unterstützend wirken können. Ausschlaggebend für den Erfolg eines Buches ist viel eher eine „nachfrage- und marktorientierte Produktion und [die] systematische Forcierung eines sich abzeichnenden Zufallserfolgs“
Ein weiterer zentraler Punkt der produktionsorientierten Forschung bezieht sich auf die literarische und ästhetische Qualität der Bücher. In den 1980er Jahren wurde erstmals eine klare Trennung zwischen Kolportageliteratur und Bestsellern gezogen. In verschiedensten Untersuchungen hatte sich herausgestellt, dass die Protagonisten in den herangezogenen Bestsellerwerken „individualisiert, psychologisch gestaltet und sozial konturiert“ waren. Auch die Themen der Bücher waren für die Gesellschaft des jeweiligen Jahrzehnts aktuell und somit ansprechend. Um den Erfolg eines Buches erklären zu können, müssen also auch stets seine Konsumenten und deren Bedürfnisse in Betracht gezogen werden. Bestseller stellten sich als Werke heraus, mit einem ausgewogenen Gleichgewicht zwischen Schema und Innovation, wobei Innovation für Neues und Originalität steht und Schema für eine „formelhafte Variation des ‚Immergleichen‘“.

### Die rezeptionsorientierte Perspektive – Sozialpsychologie des Bestsellers
Bei der rezeptionsorientierten Perspektive stellt sich die Frage nach den Erwartungen der Konsumenten von Bestsellern an das Produkt. Untersuchungen in diese Richtung existieren in Deutschland bereits seit den 1930er Jahren, so zum Beispiel durch Robert Neumann. Als Resultat dieser Forschungen kann festgehalten werden, dass sich ein Buch in seinem Thema, der Handlungsstruktur, der Darstellung seiner Protagonisten, seiner Sprache und Ideologie unbedingt nach den Erwartungen der Konsumenten richten und diese in positivem Sinne erfüllen sollte. Allerdings können die Bedürfnisse der Konsumenten nicht an individuellen Fällen festgemacht werden. Vielmehr muss ein Bestseller die Wünsche und Träume einer ganzen Gesellschaftsschicht ansprechen. Auch sollte er einen aktuellen Zeitbezug haben, da die Leser von Bestsellern, die zumeist der Mittelschicht angehören, neugewonnenes Wissen aus Büchern als Prestige ansehen.
Der Bestseller dient als eine Art Traumfabrik für seine Konsumenten, welche ihnen für eine kurze Weile Erholung vom Alltag, und somit auch Erfüllung, verspricht.

### Die medienorientierte Perspektive – Bestseller im Medienwechsel
In den letzten Jahrzehnten hat sich der Bestseller von einem Phänomen des Buchmarktes zu einem Phänomen einer supramedialen und internationalen Kultur entwickelt. Wo in den 1950er Jahren noch intermediale Verbundarten diskutiert wurden, hat sich dies, seit dem Aufkommen anderer internationaler und erfolgreicher Literaturarten, wie des Spielfilms und der Fernsehserie, geändert.
Seit den 1970er Jahren steht nun meist die Verbindung von Bestseller und Film im Zentrum öffentlichen Interesses. Vermarktungsprozesse von literarischem Bestseller, von Film, Soundtrack und Merchandising-Waren haben rasant an Wichtigkeit und Tempo gewonnen. So werden oft bereits während des eigentlichen Schreibens eines neuen Bestsellers, Marketingkampagnen gestartet, die den Erfolg des Buches von Beginn an unterstützen sollen. Bestseller auf die dies zutrifft, sind beispielsweise Joanne K. Rowlings Harry-Potter-Bücher oder Frank Schätzings Der Schwarm. Sowohl Harry Potter als auch Der Schwarm haben durch geschickte Vermarktungsstrategien in kürzester Zeit supramedialen und internationalen Ruhm erreicht.
Solche Entwicklungen werden unterschiedlich aufgefasst. Kritiker warnen vor einer Nivellierung der deutschen Literatur durch eine Angleichung an die amerikanische Bestsellerkultur, andere sehen die Entwicklung des Bestsellers als positiv an.